# Sint-Pieters-en-Pauluskerk (Mechelen)
De Sint-Pieters-en-Pauluskerk is een barokke kerk op de Veemarkt in Mechelen, gebouwd tussen 1669 en 1694 naar plannen van de jezuïet Antoon Losson. Officieel heet ze de Kerk van de H.H. Apostelen Petrus en Paulus op visitatie bij de Heilige Ignatius van Loyola en de Heilige Franciscus Xaverius. Ernaast ligt het Hof van Kamerijk, de voormalige residentie van Margaretha van York en aan de overkant het Hof van Savoye, de voormalige residentie van Margaretha van Oostenrijk.

## Bouwgeschiedenis
De Antwerpse familie Losson, die drie broers bij de jezuïeten had, sponsorde de bouw van een tweede kerk van de sociëteit naast de Sint-Carolus Borromeuskerk en diende daarvoor in 1657 een plan in. Het project botste echter op verzet van het Antwerpse stadsbestuur en het kapittel. Het geld werd dan maar beschikbaar gesteld door de gebroeders Antoon en Andreas om de bouw van een jezuïetenkerk in Mechelen te bekostigen. De sociëteit was sinds 1580 in deze stad gevestigd. Antoon Losson stond in voor het ontwerp en werd daarin in 1669 bijgestaan door de meer ervaren Willem van Hees. 
De broers legden mee de eerste steen in 1670. Het concept was gebaseerd op de nu verdwenen jezuïetenkerk van Ieper, die zelf terugging op de Saint-Loupkerk van Namen en de Sint-Walburgakerk van Brugge. De gevel was dan weer geïnspireerd op de Brusselse jezuïetenkerk van Jacques Francart. Het meest originele element is de geveltop, die er kwam in 1709. 
De kerk werd in gebruik genomen in mei 1677. De inwijding gebeurde op 31 juli 1694 door aartsbisschop Humbertus Guilielmus de Precipiano.

## Historiek
Toen de jezuïetenorde in 1773 werd opgeheven, werd het klooster aanvankelijk omgevormd tot krijgsgasthuis. Vele kerken van de sociëteit werden in die periode afgebroken, maar het Mechelse gebedshuis bleef behouden doordat het in 1777 werd afgestaan aan de parochie van de HH. Petrus en Paulus. 
Het kerkgebouw werd door de Fransen eind 18e eeuw ingericht als Tempel van de Rede. Het concordaat van Napoleon stelde ze vanaf 25 april 1802 weer open voor de erediensten.
De ingewanden van Margaretha van Oostenrijk zijn begraven in het hoogkoor. De kerk onderging een grondige restauratie van het interieur aan het begin van de 21e eeuw.

## De oude Sint-Pieterskerk
De gotische, in de tweede helft van de 14e eeuw gebouwde Sint-Pieterskerk stond aan de overkant van de Veemarkt.
Nadat ze vanaf 1778 geen dienst meer deed als parochiekerk, werd ze wegens bouwvalligheid afgebroken. Resten van deze kerk zijn nog te zien in een gevel in de Korte Maagdenstraat. 
Margaretha van York woonde van 1477 tot 1497 in het Hof van Kamerijk. Ze verhuisde in 1497 naar nog niet verbouwde Hof van Savoye. De stad bouwde voor haar een houten overdekte loopbrug die haar woning verbond met een private bidkapel in de vroegere Sint-Pieterskerk, dwars over de Korte Maagdenstraat. De brug verdween in de loop van de 18e eeuw.
In de 16e eeuw was Matthias Hovius, de latere aartsbisschop, een tijdlang kapelaan en pastoor van de Sint-Pietersparochie.

## Galerij

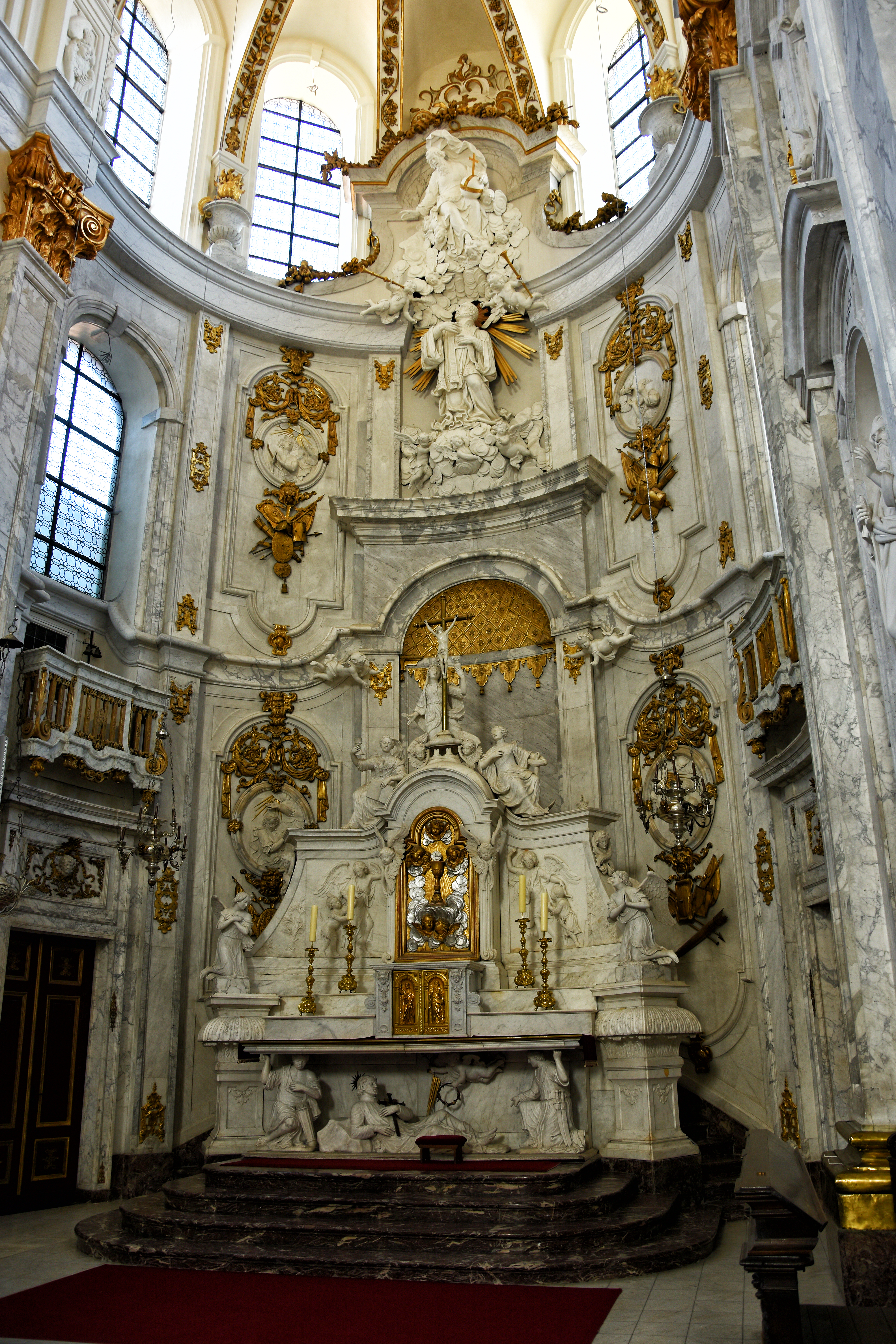
Het altaar in het priesterkoor
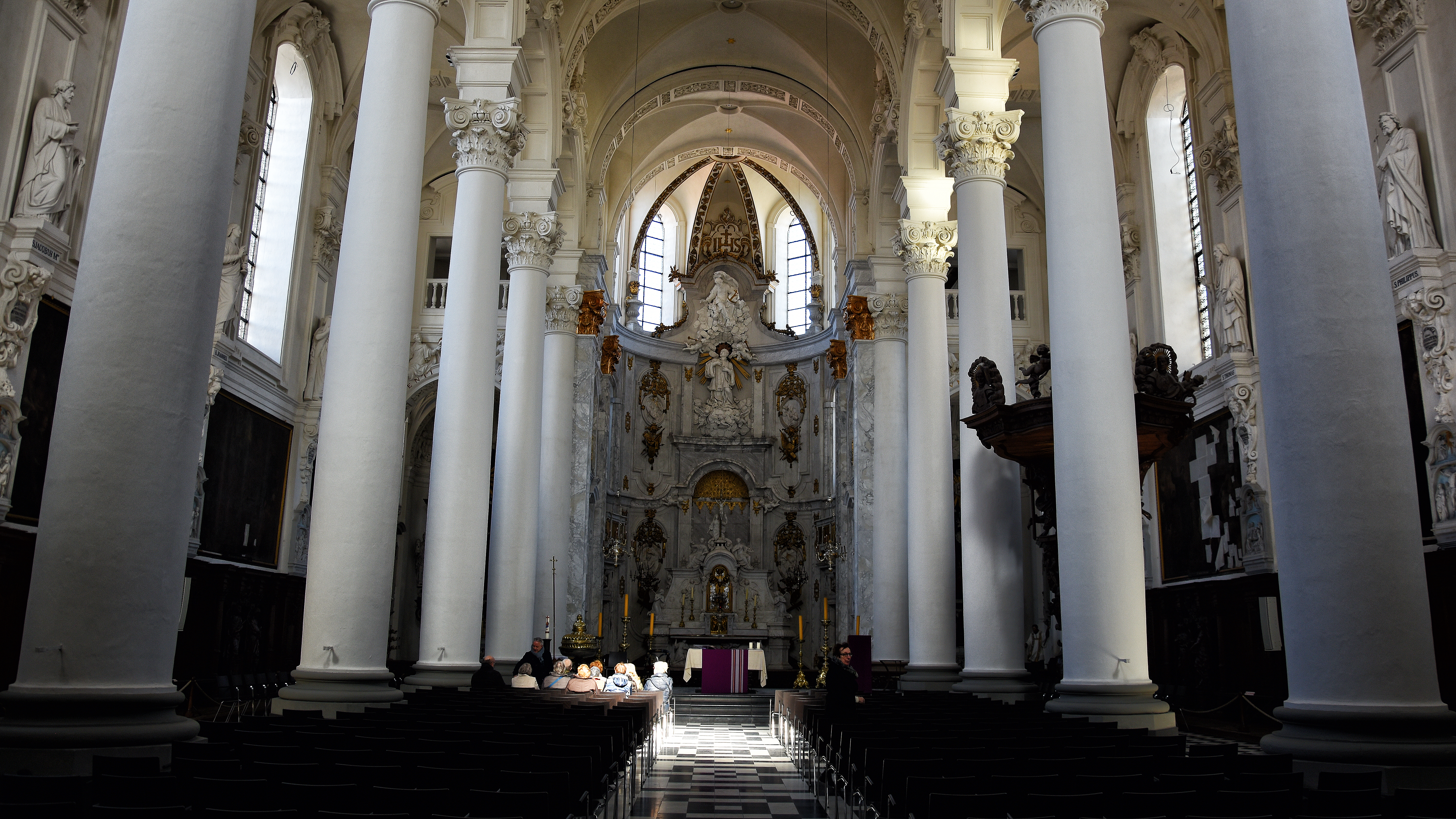
Het schip
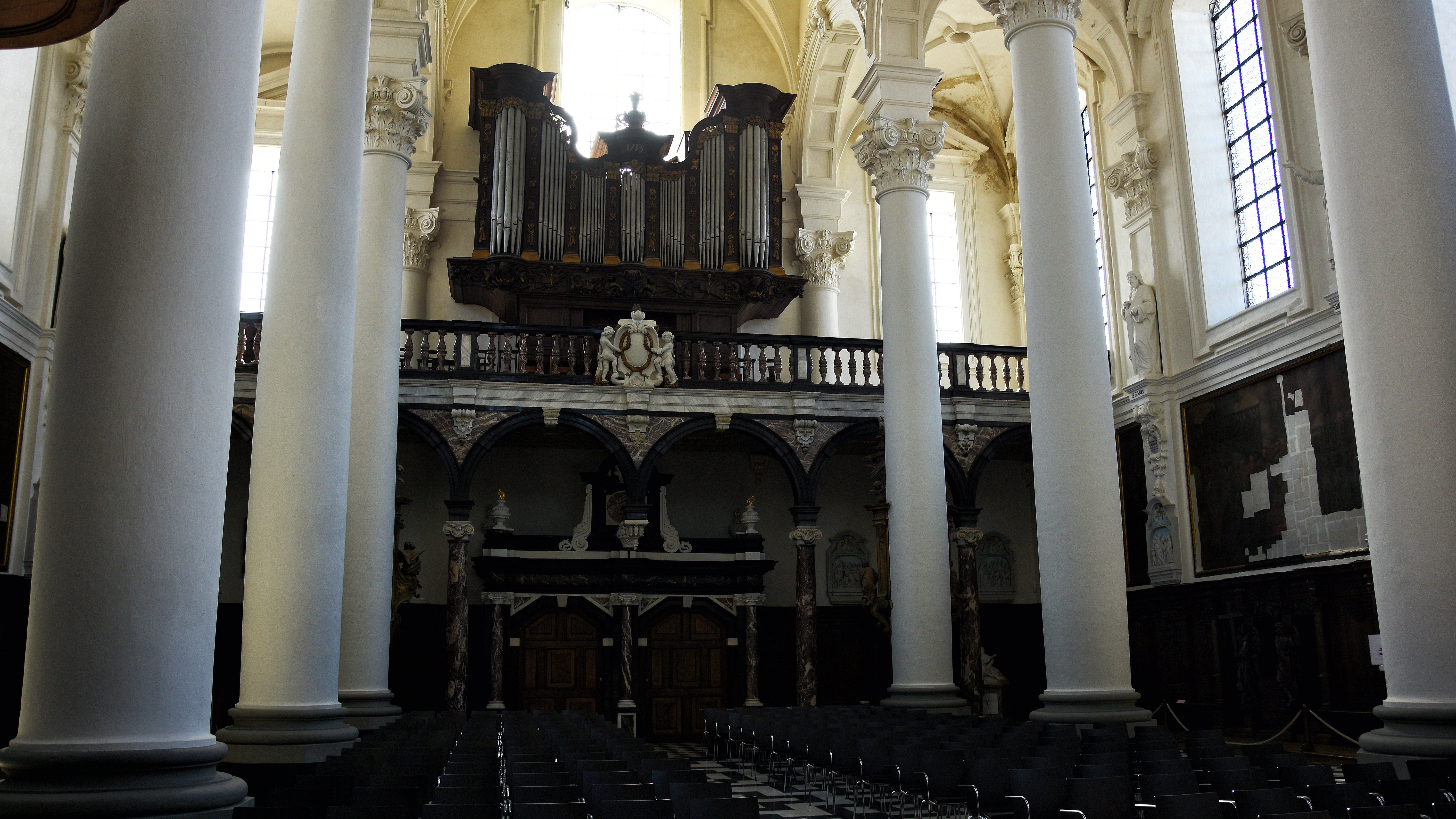
Achterzijde van het schip met oksaal
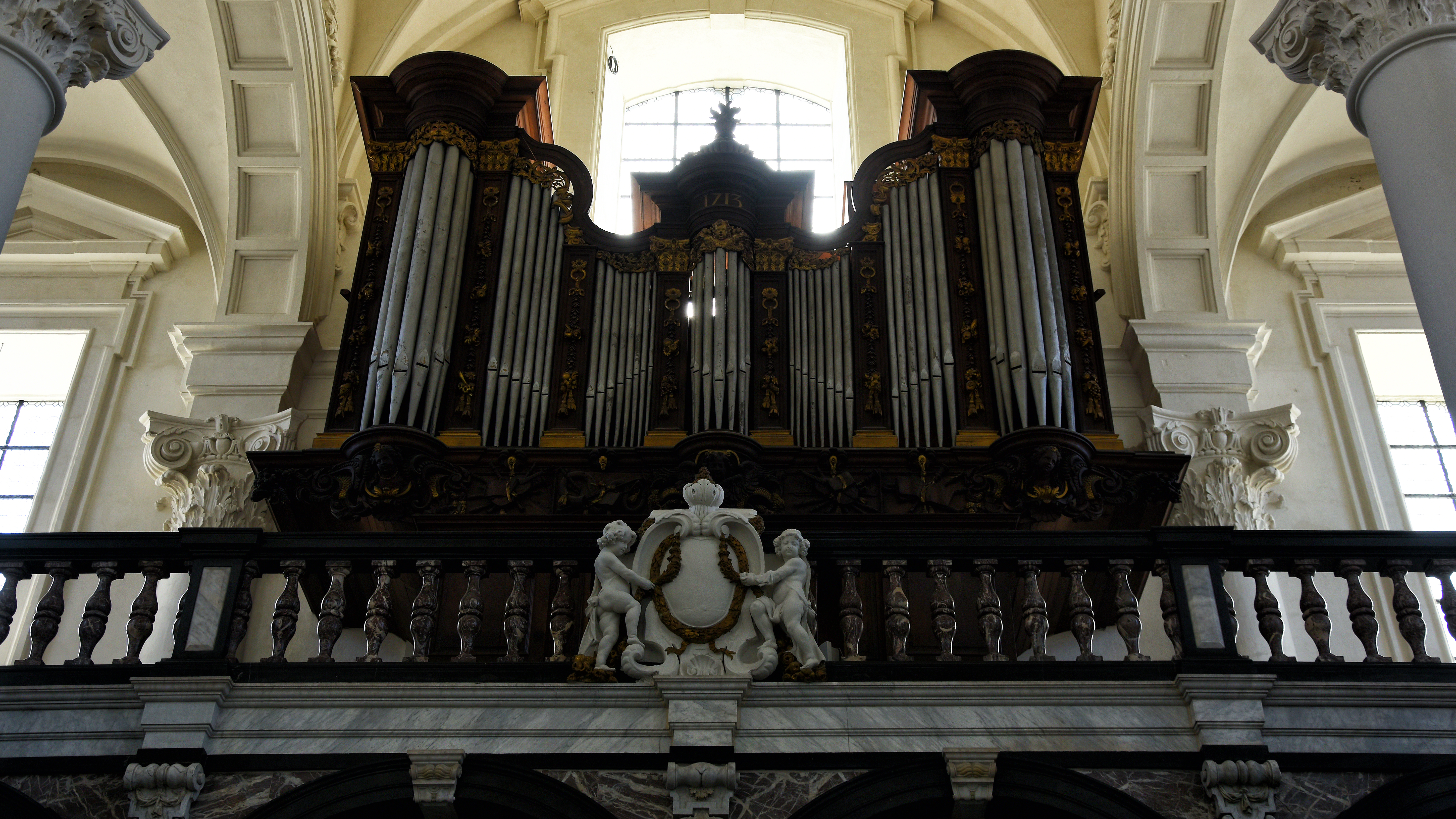
Het kerkorgel door Hendrik Frans Verbruggen
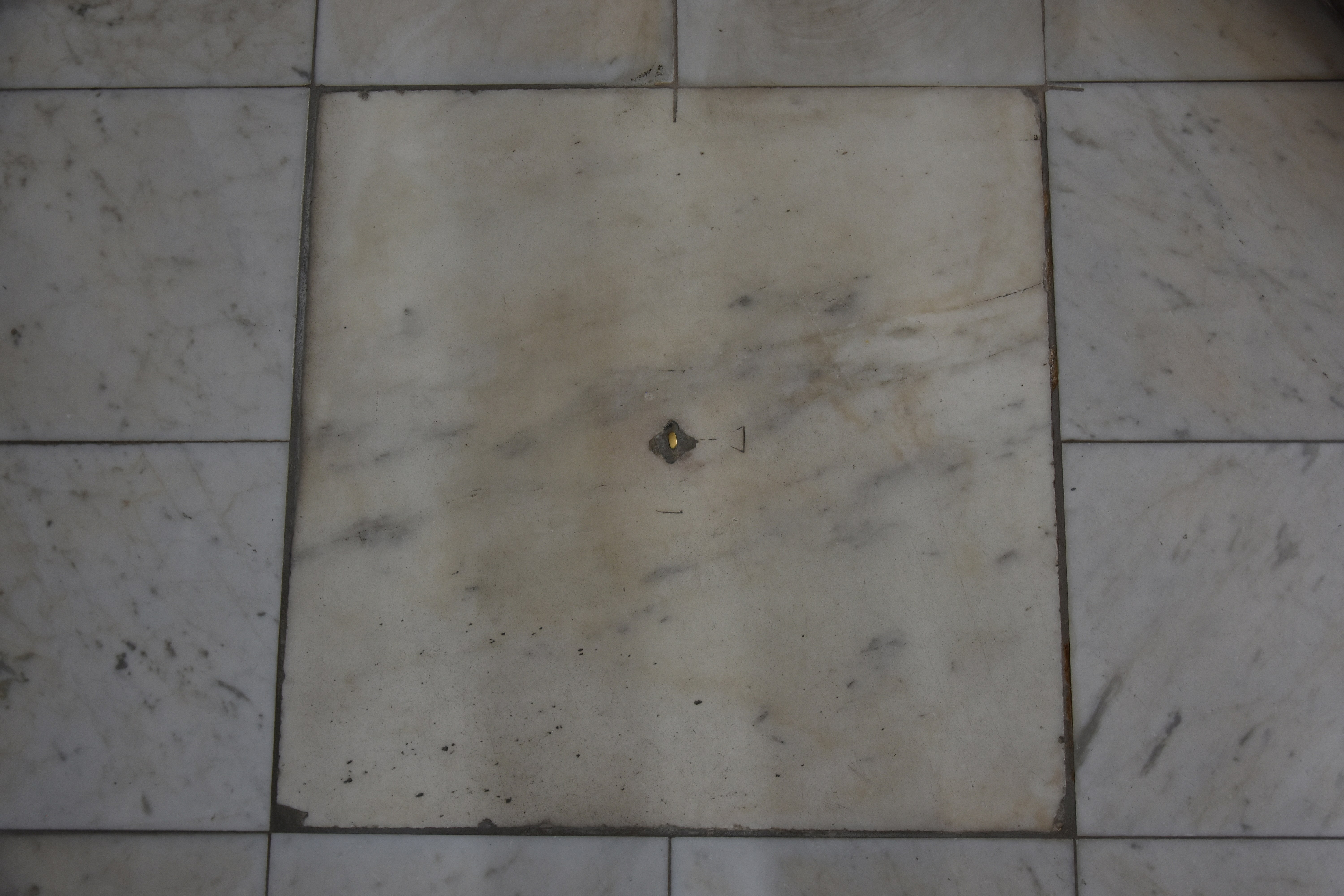
Plaats vooraan in het priesterkoor waar de ingewanden van Margaretha van Oostenrijk worden bewaard